# Gołąbek brzozowy

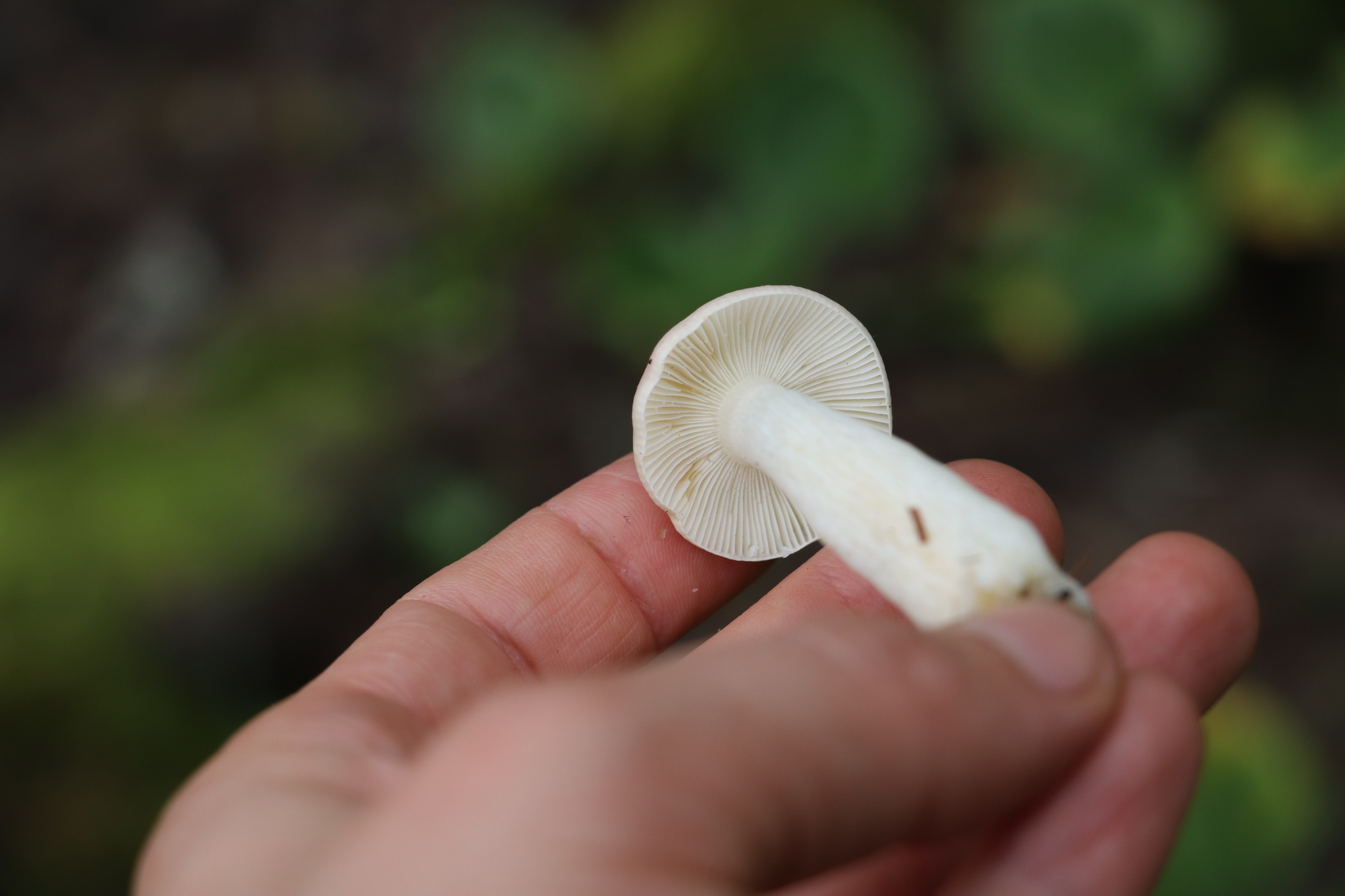

Gołąbek brzozowy (Russula betularum Hora) – gatunek grzybów należący do rodziny gołąbkowatych (Russulaceae).

## Systematyka i nazewnictwo
Pozycja w klasyfikacji według Index Fungorum: Russula, Russulaceae, Russulales, Incertae sedis, Agaricomycetes, Agaricomycotina, Basidiomycota, Fungi.
Synonimy nazwy naukowej:
- Russula betularum Hora 1960 var. betularum
- Russula emetica var. betularum (Hora) Romagn. 1967

Nazwę polską zaproponował Władysław Wojewoda w 2003 r.

## Morfologia
Kapelusz
Średnica 2–5 cm, dość mięsisty, ale często kruchy (szczególnie u małych osobników), bardzo wcześnie mniej lub bardziej nieregularnie rozłożony, silnie zagłębiony na kształt spodka, bez garbka, początkowo z podwiniętym brzegiem, następnie wyprostowany i często kręty, falisty lub nawet klapowany, krótko i nie zawsze wyraźnie karbowany. Powierzchnia czasem ciemnoczerwona lub lekko miedzianoczerwona, ale znacznie częściej brudnoilioworóżowa, jasnoróżowa, a nawet całkowicie odbarwiona, z kilkoma różowawymi obszarami na kremowym tle; w formach ciemnych środek jest bardziej miedziany, jaśniejszy, a w formach jasnych, rzadko bardziej kolorowy. Kapelusz często jest nabiegły plamami o barwie kremowej, kości słoniowej, miedziowej, zwłaszcza w środku, ale czasem także aż do krawędzi, a nawet z mniej lub bardziej wyraźnymi brązowawymi obszarami. Skórka łatwo dająca się oddzielić, czasami nawet w całości, lepka, szczególnie przy wilgotnej pogodzie.
Blaszki
Często nieregularnie skręcone, cienkie i kruche, czasem z kilkoma długimi i rzadkimi blaszeczkami, nieco lub bardzo rzadko rozwidlone, o szerokości 4–6 mm, białe z lekkim ochrowokremowym odcieniem. Ostrza równe lub mniej lub karbowanne i nieregularne jak u gołąbka kruchego (Russula fragilis), z mniej lub bardziej drobnymi zmarszczkami.
Trzon
Wysokość 3–6 cm, grubość 0,7–1 cm u góry, dość twardy przy suchej pogodzie, ale zazwyczaj kruchy lub bardzo kruchy, cylindryczny lub zwężony ku górze, często z długą maczugowatą podstawą o szerokości 8–15 mm, początkowo pełny, następnie z wieloma komorami. Powierzchnia silnie pomarszczona, początkowo biała, później lekko jasnocytrynowo nabiegła, w warunkach wilgotnych szarzejąca lub lekko brązowiejąca.
Miąższ
Dość gruby, początkowo dość sztywny, potem coraz bardziej kruchy, biały, nawet pod skórką, czasem w zagłębieniach trzonu ekko pożółkły, w warunkach wilgotnych lekko szklisty lub szarzejący. Zapach słaby lub lekko wymiotny, smak wyraźnie cierpki. Z gwajakolem reaguje powoli i słabo, w FeSO4 zmienia barwę na pomarańczoworóżową.
Cechy mikroskopowe
Zarodniki 8,5–11,5 × 7,7–8,5 µm, odwrotnie jajowate, brodawkowato-grudkowate, częściowo siateczkowate, z dość licznymi, tępymi, stożkowymi i amyloidalnymi brodawkami o wysokości do 0,75 µm. Wyrostek wnęki 1,25–1,87 × 1,25–1,5 µm, plamka nadwyrostkowa nieregularna, np. 3,25 × 3,25 µm, czasami grubo siateczkowata, dość wyraźnie amyloidalna. Podstawki na ogół 4-zarodnikowe, 44–55 × 11–14,5 µm. Cystydy wrzecionowate, 52–85–(115) x 7,5–11,5–(14,5) µm. W skórce bardzo cienkie włoski (2–3 µm), często wygięte, tępe, zmieszane z maczugowatymi, wrzecionowatymi, cylindrycznymi dermatocystydami o szerokości 5–9,5 µm. W tramie delikatne sferocyty.

## Występowanie
Występuje w Ameryce Północnej, Europie i Azji, jego stanowiska podano również w Polsce, a najbardziej aktualne podaje internetowy atlas grzybów. Znajduje się w nim na liście gatunków zagrożonych i wartych objęcia ochroną.
Naziemny grzyb mykoryzowy rosnący zawsze w towarzystwie brzóz: brzozy brodawkowatej i brzozy omszonej.

## Znaczenie
Grzyb niejadalny, nie nadaje się do spożycia z powodu palącego i ostrego smaku.